# Emirat de Yauri
L'emirat de Yauri (també esmentat com Yawuri) fou un estat històric i avui dia un emirat tradicional, a Nigèria, a l'estat de Kebbi. La capital és Yelwa.

## Història
L'àrea va ser poblada inicialment per un grup oriental al voltant de principis de 1000-1200 dC, principalment per un grup lingüístic Benue-Congo, els kamberris. Després, i per un breu període, Yauri va ser envaïda per Mali i va incorporar invasors songhai en la seva estructura social. L'excedent agrícola creixent mostrada pels primers colons i la disponibilitat de terres fèrtils prop del riu va portar a grups diversos i mal·leable d'emigrants que buscaven terres fèrtils per conrear, i els grups van ser dominats inicialment pels gungawas. Això es va convertir en la segona onada de migració a Yauri.
El regne va ser fundada probablement pel poble reshe (gungawa). La data de la seva fundació és desconeguda, però la meitat del segle xiv és considerat un dels més importants de la banza bakwai (els "set estats il·legitims" dels pobles de parla haussa). Una lluita pel poder polític va tenir lloc entre Yauri i Zaria, ambdós grups de parla haussa, sobre el control governamental dels Set Regnes Hausa. Yauri va perdre la lluita i després Zaria va ser reconegut com integrant dels Set veritable Estats Hausa. Yauri, però, va arribar a ser conegut com el primer dels "set estats il·legítims" dels pobles haussa. Les muralles de la seva primera capital, Bin Yauri (Birnin Yawari, Ireshe Bino, Ireshe) tradicionalment datades al segle x, estan des de fa molt de temps en ruïnes. El cinquè rei dels reshe, Tafaliru, va esdevenir primer rei de Yauri al segle xvi. El tercer rei fou Ibrahim (1688-1708) que hauria estat el primer musulmà i fundador de la dinastia Jerabawa (segons algunes llegendes fou col·locat al tron per Zaria, i probablement era un reshe); va evitar una eventual guerra religiosa de Kebbi contra Yauri i va sotmetre les restes del poder reshe. Al voltant del segle xvii, aquest grup va emprendre una guerra contra els kamberis i es va convertir en el grup polític dominant en l'àrea sota el primer emir de Yauri, Sarkin Yauri Garba. Els reis 5è i 11è de Yauri (Yauri i Jerebana II, respectivament) són alhora acreditats com els que van establir l'islam com a religió de l'estat.
Muhammadu Kanta, fundador del regne de Kebbi al nord, va conquistar Yauri a mitjan segle XVI; i Yauri, encara que essencialment independent després de la mort de Kanta (vers 1561), va retre homenatge a Kebbi fins al segle xviii. No obstant això, al segle xviii, les incursions en busca d'esclaus havia retallat les estructures polítiques i econòmiques de la zona. La necessitat d'una entitat política molt més poderosa es va fer necessària per tal d'enfortir l'emirat contra caçadors d'esclaus procedents de fora. Un moviment dels governants gungawas, molt adaptables, per assimilar els hausses dominants a la regió va portar a una relació política interètnica gradual amb els hausses. No obstant això, a principis del segle xix, l'èxit de la gihad fulani va convertir a Yauri en un estat tributari de Gwandu, vers el 1810, quan el rei Albishir (Mohammadu Dan Ayi), el governant haussa de Yauri, va prometre lleialtat a l'emir de Gwandu, cap suprem de l'imperi Fulani en els emirats occidentals, i es va convertir en el primer emir de Yauri. Esperava evitar els raids en busca d'esclaus des de Kontagora, però aquestos van seguir.
L'expulsió en 1844 de l'emir Jibrilu Gajere pels pobles de Yauri va conduir a la guerra civil. En 1850 Emir Suleimanu Dan Addo va traslladar la capital de Yauri de Bin Yauri a l'illa d'Ikum al riu Níger. Els temors de una conquesta per Kontagora, l'emirat amb el que feia frontera al sud i a l'est, van portar als governants Yauri a mantenir la capital a l'illa fins a 1888, quan es va assolir un acord amb l'emir de Kontagora, Ibrahim Nagwamatse, i la capital de Yauri es van traslladar a Yelwa. A l'inici del segle l'emirat tenia 17.000 km² i al final va acabar amb 1.486 km² i la població havia passat d'un cent mil habitants a uns 35.000.
A l'inici del govern britànic el 1901, hi havia 3000 kamberris, 16.000 reshes, vora 4.000 yaurawas, 5000 shangawas i 1600 hausses i 1.200 fulanis (no s'esmenten els dukawa i lopawa, però devien ser uns 14.000 en conjunt). El 1904 els britànics van complir la promesa feta a l'emir Abershi (que els havia ajudat a establir el seu control a l'àrea) i van posar al tron al seu fill Jibrilu (1904-1915) tot i que la monarquia era electiva entre la família reial i no hi havia dret de primogenitura. El 1914 se li va concedir el govern de l'emirat de Bussa, però els britànics se'n van donar compte de l'error i el 1915 el van deposar acusat de deficiència mental. Però van agreujar l'error nomenat a Aliyu de Jabo (1915-1923), que no era membre de la família reial Jerabawa, ni haussa, ni tan sols natural de l'emirat, sinó que era fill d'un esclau i havia arribat a la zona de jove però tenia la protecció de l'oficial polític J. D. C. Clarke que el 1911 havia estat a Yauri com ajudant del resident i l'havia agafat com a confident, i l'havia nomenat Sarkin Yamma (Rei de l'oest) un títol inèdit que els britànics donaven a l'administrador del districte de Gungun Island. El 30 de desembre de 1912 Hamilton Browner, el resident de la província, va enviar a Clarke altre cop a Yauri, on va adoptar decisions inadequades. La unió de Borgu i Yauri en un Gran Yauri va posar punt final de la cooperació entre Aliyu i Clarke, ja que va portar a una revolta, que els britànics van reprimir fàcilment (vegeu Revolta de Bussa). Finalment Aliyu fou deposat acusat de malversació el 1923 però els seus lleials serveis als britànics foren premiats i en lloc d'anar a la presó se li va donar un càrrec administratiu ben remunerat (cap del departament d'Obres) a Sokoto. Abdullahi va pujar al tron amb només 22 anys.
Durant el període de govern britànic (1901-1960) i de la independència de Nigèria (des de 1960) Yelwa s'ha mantingut com la seu tradicional de l'emirat i el principal centre de comerç. Els cultius es conreen per a l'exportació a la fèrtil plana que inunda el riu Níger. La major part de la població de l'emirat està formada per membres de les ètnies yauri, dakarki (dakarawa), kamberri, reshe, dukawa, haussa i fulani.

## Emirs
- 1600-.... Tafaliru
- ....-1688 Lafiya I
- 1688-1708 Ibrahim
- ...-... Garba
- ...-... Yauri
- ...- .... Lafiya II
- .... - .... Yanazu
- .... - .... Umaru Gamdi
- .... - .... Sulaymana Jerabana I
- .... - .... Aliyu Lafiya
- .... - .... Ahmadu Jerabana II
- .... - .... Shuaybu Madara
- .... - 1799 Mustafa Gazari
- 1799 - 1829 Muhammadu Dan Ayi dan Ahmadu Jerabana (Albishir)
- 1829 - 1835 Ibrahimu dan Muhammadu Dan Ayi
- 1835 - 1844 Jibrilu Gajeren Sarki dan Muhammadu Dan Ayi (primera vegada)
- 1844 - 1848 Abu Bakr Jatau dan Mustafa Gazari
- 1848 - 1849 Jibrilu Gajeren Sarki dan Muhammadu Dan Ayi (segona vegada)
- 1849 - 1850 Yaquba dan Jibrilu Gajeren Sarki
- 1850 - 1871 Sulaymanu Dan Addo dan Ibrahimu
- 1871 - 1888 Abd Allahi Gallo dan Muhammadu Dan Ayi
- 1888 - 1904 Abd Allahi Abarshi dan Ali dan Yerima
- 1904 - 1915 Jibrilu dan Abd Allahi Abarshi
- 1915 - 1923 Aliyu dan Abd Allahi (regent fins al 1917)
- 1923 - 1955 Abd Allahi dan Jibrilu
- 1955 - 1981 Muhammad Tukur dan Abd Allahi
- 1981 - 1999 Shuaibu Yakubu Abashi
- 1999 - Muhammadu Zayyanu Abd Allahi